# Station Kłodobok
Station Kłodobok is een spoorwegstation in de Poolse plaats Kłodobok.